# Cikánova synagoga
Cikánova synagoga, známá také jako Zigeunerova synagoga či škola, německy Zigeunerschul, hebrejsky בה"כ צגיינר je zaniklá synagoga v Praze na Josefově. Byla jednou ze čtyř mohutných barokních synagog na území dnešního pražského  Josefova, z nichž do dnešních dnů se dochovala pouze Klausová. 
Stávala zhruba na pomezí dnešní Bílkovy ulice a piazzetty hotelu Intercontinental. 
Počínaje 6. květnem 1906 byla během několika dnů zbořena v rámci asanace Josefova. Její pozůstatky se dodnes nalézají pod podlahou sklepů domů čp. 131 a 132 v Bílkově ulici.
Synagoga jako taková byla založena nejpozději v roce 1613 Šalamounem Salkidem-Cikánem. Po velkém požáru Starého Města roku 1689 byla synagoga kompletně zničena. Roku 1701 znovu vystavěna mnohem větší Izacharem Bunzlem. V roce 1754 opět vyhořela a následného roku byla obnovena. Z této doby pocházel i její raně barokní charakter, který byl vyjádřen vysokými kordonovanými římsami a štukovou výzdobou klenby s motivy vinné révy. 
V roce 1883 byla v této synagoze zavedena reformovaná bohoslužba. Při synagoze byl též založen pěvecký sbor. Následně byla bima přesunuta k východní stěně a došlo k rekonstrukci schrány na tóru. Při severní části se nacházela galerie pro ženy.
Roku 1896 zde měl svoje bar micva Franz Kafka.
Po zboření byl tamní minjan úředně sloučen s minjany dvou dalších, kvůli asanaci taktéž zaniklých josefovských synagog v blízkém okolí, totiž Velkodvorské a Nové. Na erev Simchat Tora téhož roku (tj. září 1906) byla slavnostně otevřena maursko-secesní Jubilejní synagoga císaře Františka Josefa v Jeruzalémské ulici. Na tuto okolnost dodnes upomíná pamětní deska vsazená do severozápadní části hlavní lodi tohoto templu. 